# Okada Yuki (1996)
Okada Yuki (sinh ngày 13 tháng 5 năm 1996) là một cầu thủ bóng đá người Nhật Bản.

## Sự nghiệp câu lạc bộ
Okada Yuki hiện đang chơi cho FC Machida Zelvia.